# Ашур-Ада
Ашур-Ада (перс. آشوراده, туркм. Aşyr Ada) – єдиний острів в іранській акваторії Каспійського моря, розташований у південно-східній частині моря.

## Історія
З 1840 р російські військові кораблі стали постійно курсувати поблизу іранського та туркменського узбережжя Каспію, а у 1842 р. на острові Ашур-Ада біля входу в Астрабадську затоку була заснована російська військово-морська база.
Поява російських кораблів була вороже зустрінута в Ірані. У 1851 році іранці напали на острів, однак були розбиті гарнізоном бази. Російська влада домоглася від шаха видалення правителя Мехди Кули-мирзи з Астрабаду, після чого стосунки з місцевими туркменами почали налагоджуватись.